# 恩里卡·菲科
恩里卡·菲科（義大利語：Enrica Fico，1952年2月25日—）是一位意大利電影導演和演員，米开朗基罗·安东尼奥尼的遗孀。

## 片目

### 自己
- 《時間中的時間》，纪录片（2015）

### 导演
- 《于我，拍电影即活着》，纪录片（1995）
- 《和米开朗基罗一起》，纪录片（2005）

### 聯合導演
- 《诺托·杏花·火山·斯特龙博利·狂欢节》，纪录片（1993）

### 演员
- 《一個女人的身份證明（英语：Identification of a Woman）》（1982） - 纳迪娅[3]
- 《云上的日子》（1995） - 精品店經理
- 《愛神》（2004） - 餐廳的客人（片段《慾》）

### 副导演
- 《中国》，纪录片（1973）
- 《過客（英语：The Passenger (1975 film)）》（1975）[4]
- 《米開朗基羅的凝視》，纪录短片（2004）

### 執行顧問
- 《云上的日子》（1995）
- 《愛神》（1995），片段《慾》

### 编剧
- 《米開朗基羅的凝視》，纪录短片（2004）：合编

### 作曲
- 《愛神》（1995），片段《慾》[5]

### 制片
- 《西西里》，纪录短片（1997）